# Lê Quang Mạnh
Lê Quang Mạnh (sinh năm 1974) là chính trị gia người Việt Nam. Ông hiện là Ủy viên Ban Chấp hành Trung ương Đảng Cộng sản Việt Nam khóa XIII,  Ủy viên Đảng ủy, Ủy viên Ủy ban Thường vụ Quốc hội, Phó Chủ nhiệm Thường trực Ủy ban Kinh tế - Tài Chính của Quốc hội. Ông nguyên là Chủ nhiệm Ủy ban Tài chính – Ngân sách của Quốc hội, nguyên Bí thư Thành ủy Cần Thơ nhiệm kì 2020-2025.

## Xuất thân và giáo dục
Lê Quang Mạnh sinh ngày 14 tháng 4 năm 1974, người dân tộc Kinh, không theo tôn giáo nào, quê quán tại thị trấn Tế Tiêu, huyện Mỹ Đức, thành phố Hà Nội.
Ông hoàn thành trung học phổ thông hệ 12/12, có bằng Tiến sĩ Kinh tế.

## Sự nghiệp
Lê Quang Mạnh là đảng viên Đảng Cộng sản Việt Nam, gia nhập đảng vào ngày 17 tháng 10 năm 2001, thành đảng viên chính thức ngày 17 tháng 10 năm 2002.
Ông có bằng Cao cấp lí luận chính trị của Đảng.

### Bộ Kế hoạch và Đầu tư
Lê Quang Mạnh công tác thời gian dài ở Bộ Kế hoạch và Đầu tư Việt Nam, trải qua nhiều chức vụ khác nhau như: Cục trưởng Quản lý đăng ký kinh doanh, Vụ trưởng Kinh tế đối ngoại, Vụ trưởng Kinh tế địa phương và lãnh thổ.
- Từ tháng 1/1997 - 11/1997 là cán bộ hợp đồng Vụ Công nghiệp, Bộ Kế hoạch và Đầu tư.
- Từ tháng 12/1997 - 9/2003 là chuyên viên Vụ Quản lý khu công nghiệp - khu chế xuất, Bộ Kế hoạch và Đầu tư.
- Từ tháng 10/2003 - 2/2005 là Chuyên viên, Phó Trưởng phòng Hợp tác quốc tế, Cục Phát triển doanh nghiệp nhỏ và vừa, Bộ Kế hoạch và Đầu tư.
- Từ tháng 3/2005 - 2/2008 là Phó Trưởng phòng, Trưởng phòng Đăng ký kinh doanh, Cục Phát triển doanh nghiệp nhỏ và vừa, Bộ Kế hoạch và Đầu tư.
- Từ tháng 3/2008 - 9/2010 là Phó Cục trưởng Cục Phát triển doanh nghiệp nhỏ và vừa, Bộ Kế hoạch và Đầu tư.
- Từ tháng 10/2010 - 3/2011 là Phó Cục trưởng phụ trách Cục Quản lý đăng ký kinh doanh, Bộ Kế hoạch và Đầu tư.
- Từ tháng 4/2011 - 3/2014 là Cục trưởng Cục Quản lý đăng ký kinh doanh, Bộ Kế hoạch và Đầu tư.
- Từ tháng 4/2014 - 6/2016 là Vụ trưởng Vụ Kinh tế đối ngoại, Bộ Kế hoạch và Đầu tư.
- Từ tháng 7/2016 - 3/2018 là Vụ trưởng Vụ Kinh tế địa phương và lãnh thổ, Bộ Kế hoạch và Đầu tư.
Tháng 3 năm 2018, Lê Quang Mạnh được Thủ tướng Chính phủ Việt Nam Nguyễn Xuân Phúc bổ nhiệm giữ chức vụ Thứ trưởng Bộ Kế hoạch và Đầu tư Việt Nam.

### Thành phố Cần Thơ
Hơn một năm sau, vào tháng 5 năm 2019, Lê Quang Mạnh được Ban Bí thư Ban Chấp hành Trung ương Đảng Cộng sản Việt Nam khóa 12 luân chuyển, điều động, và chỉ định tham gia ban chấp hành, Ban thường vụ Thành ủy Cần Thơ, và giữ chức vụ Phó Bí thư Thành ủy Cần Thơ nhiệm kì 2015-2020, đồng thời được giới thiệu để Hội đồng nhân dân Thành phố Cần Thơ bầu giữ chức vụ Chủ tịch Ủy ban nhân dân thành phố Cần Thơ nhiệm kì 2016 – 2021 thay ông Võ Thành Thống vừa được luân chuyển làm Thứ trưởng Bộ Kế hoạch và Đầu tư.
Ngày 3 tháng 6 năm 2019, Hội đồng nhân dân thành phố Cần Thơ bầu Lê Quang Mạnh làm Chủ tịch Ủy ban nhân dân thành phố Cần Thơ nhiệm kì 2016 – 2021 với tỉ lệ phiếu thuận 94.4%.
Ngày 24 tháng 6 năm 2019, Thủ tướng Chính phủ Việt Nam Nguyễn Xuân Phúc đã phê chuẩn chức vụ Chủ tịch Ủy ban nhân dân TP Cần Thơ nhiệm kỳ 2016-2021 đối với ông Lê Quang Mạnh.
Từ ngày 05 tháng 11 năm 2019, Lê Quang Mạnh tham gia Lớp bồi dưỡng kiến thức mới cho cán bộ quy hoạch cấp chiến lược khóa XIII tại Học viện Chính trị Quốc gia Hồ Chí Minh.
Sáng ngày 25 tháng 9 năm 2020, Đại hội đại biểu Đảng bộ TP. Cần Thơ lần thứ XIV nhiệm kỳ 2020-2025, đã thông báo ông Lê Quang Mạnh được bầu giữ chức Bí thư Thành ủy Cần Thơ.

### Trung ương Đảng
Ngày 30 tháng 1 năm 2021, tại Đại hội Đại biểu toàn quốc Đảng Cộng sản Việt Nam khóa XIII, ông được bầu làm Ủy viên chính thức Ban Chấp hành Trung ương Đảng Cộng sản Việt Nam khoá XIII.

### Đại biểu Quốc hội
Từ tháng 7/2021: ông là Đại biểu Quốc hội khóa XV, Ủy viên Ủy ban Tài chính-Ngân sách của Quốc hội và Trưởng Đoàn ĐBQH thành phố Cần Thơ.

### Ủy ban Thường vụ Quốc hội
Ngày 22/5/2023: Tại kỳ họp thứ 5, Quốc hội khóa XV, Quốc hội đã bầu ông Lê Quang Mạnh giữ chức Ủy viên Ủy ban Thường vụ Quốc hội, Chủ nhiệm Ủy ban Tài chính – Ngân sách của Quốc hội .